# Shakatak
Shakatak is een Britse jazz-funkgroep, opgericht in 1980 en nog steeds actief. In de jaren 80 stond de groep geregeld in de hitlijsten. 

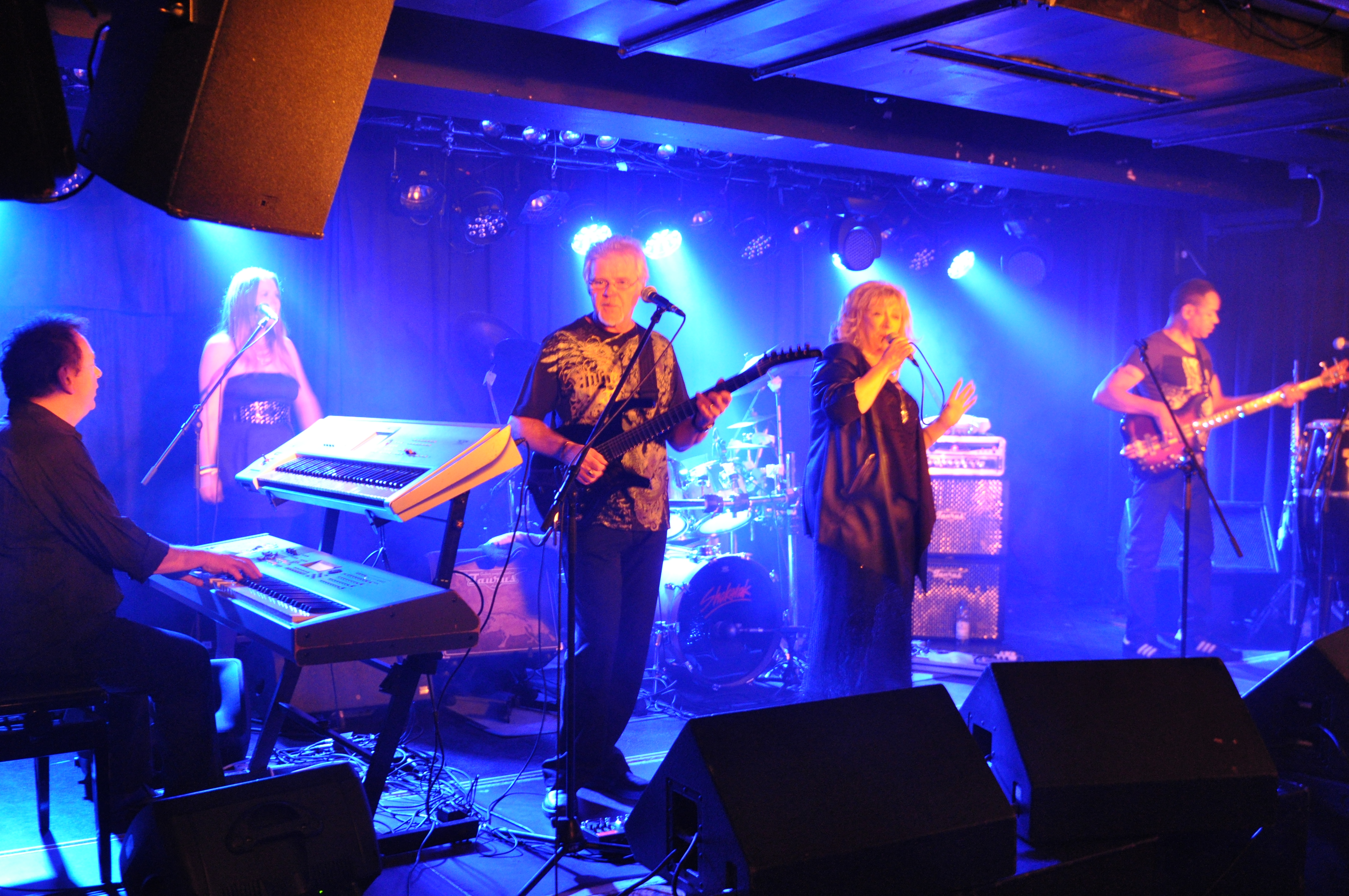
Shakatak in Wuppertal, Duitsland, 2014

## Groepsleden
De basisbezetting is:
- Jill Saward (zang, percussie, fluit)
- Bill Sharpe (keyboards)
- Roger Odell (drums)
- George Anderson (bas)

## Biografie
Vanaf hun eerste single ("Steppin", gecomponeerd door Bill Sharpe) genoot de groep reeds bekendheid in het Verenigd Koninkrijk, maar het was "Easier said than done" uit 1981 dat de groep bij een ruim publiek bekend maakte. Dit nummer heeft ook de typische structuur die veel van hun nummers herkenbaar maakt: een gezongen refrein met instrumentale strofes, vaak gedomineerd door variaties op piano. 
Vanaf "Down on the Street" werd Jill Saward vaste zangeres. Het succes breidde zich wereldwijd uit. Hierop volgde ook een eerste live-album.
Het grote succes in Japan, met onder andere het winnen van de Silver Award van het Tokyo International Song Festival resulteerde in de opdracht tot een jaarlijks album exclusief voor de Japanse markt, wat van 1986 tot 1991 ook effectief gebeurde.
De jaren 90 kenmerkten zich door verder succes in de Verenigde Staten, met twee albums op nummer 1 in de "contemporary jazz charts".
De groep treedt nog geregeld op, vooral op jazz-festivals, overal ter wereld.

## Covers
Het refrein van "Dark Is the Night" wordt gebruikt in het nummer "Gone is the night" van Kris Kross Amsterdam ft. Jorge Blanco uit 2017.

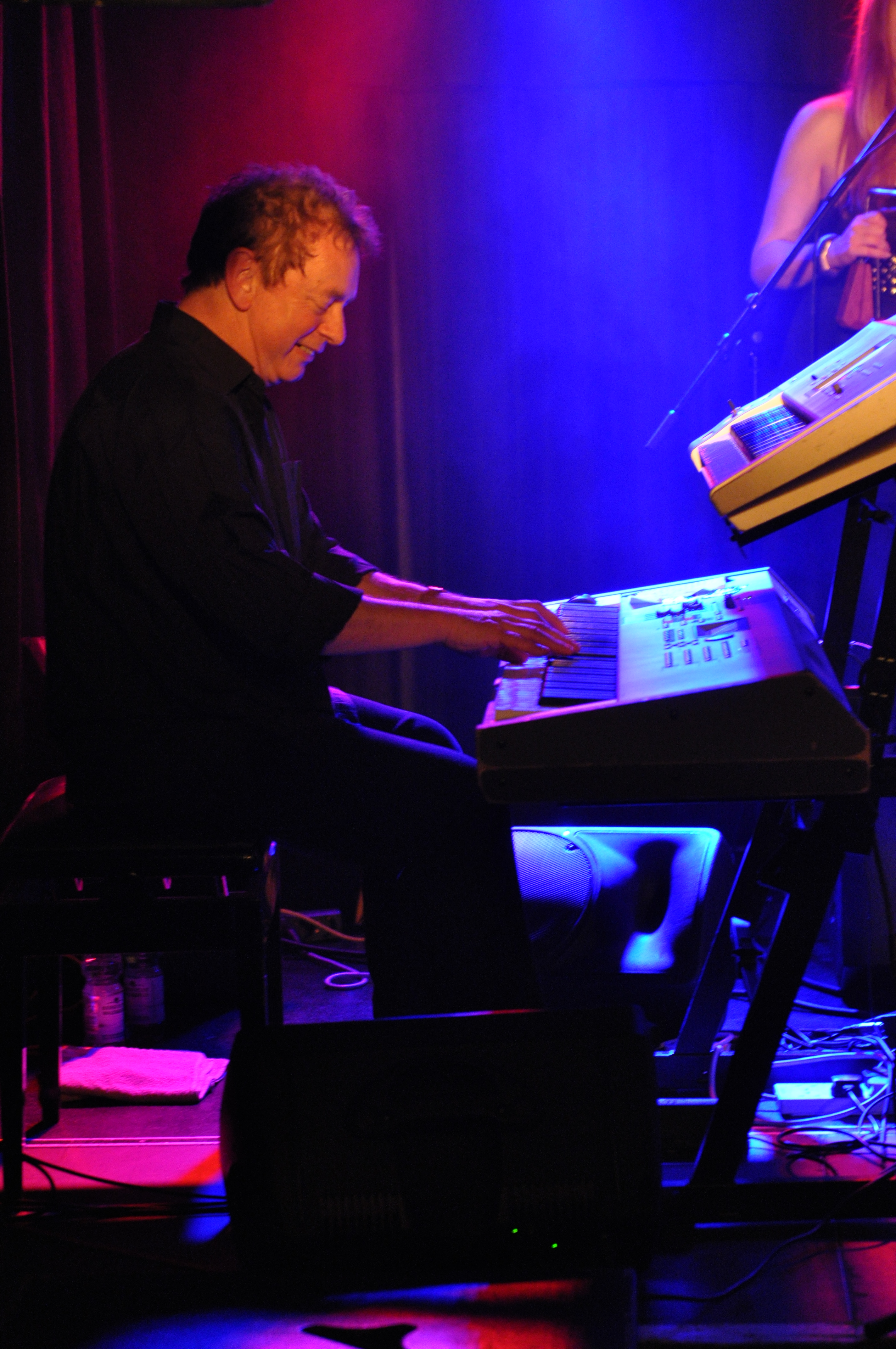
Bill Sharpe
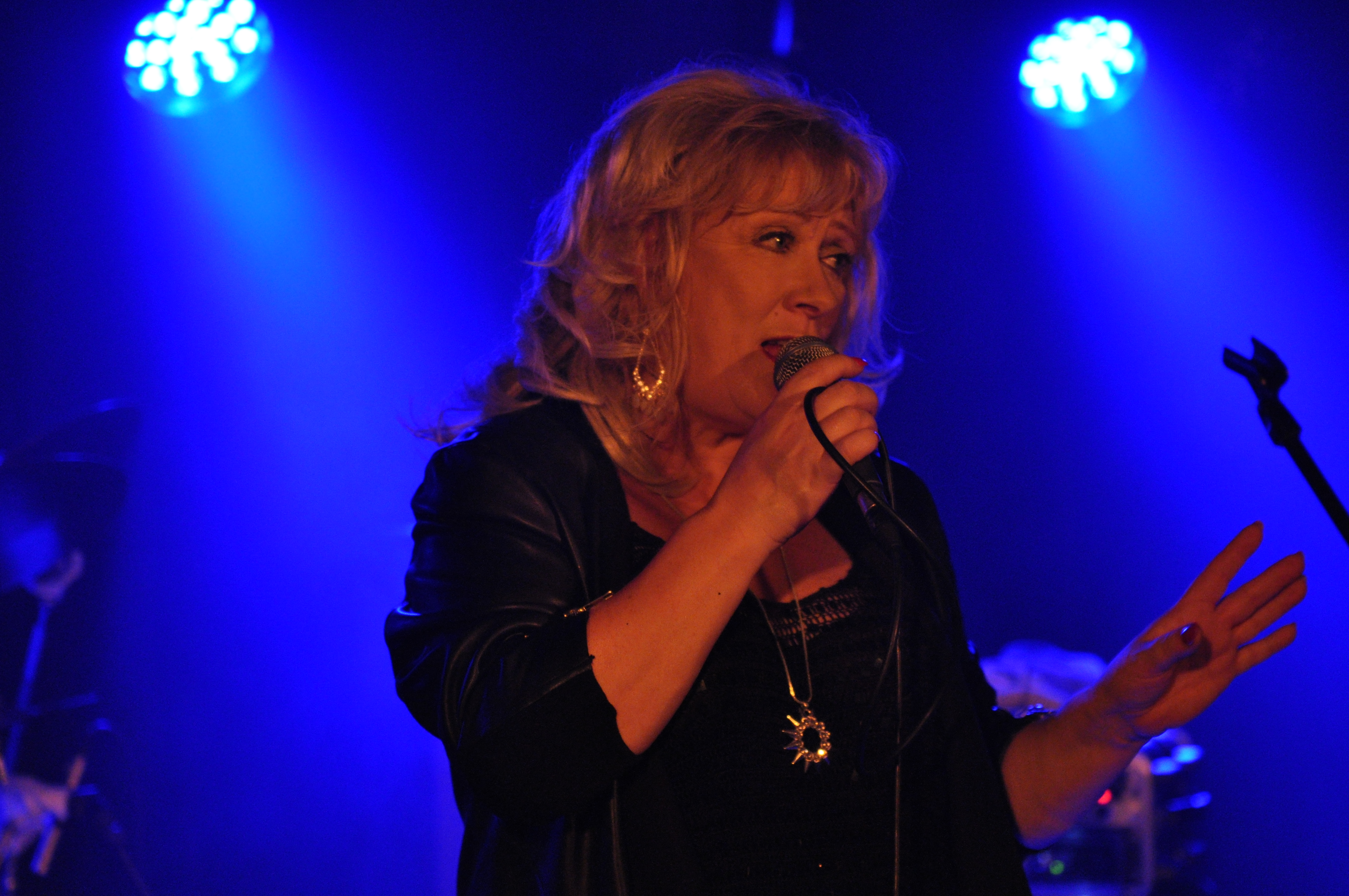
Jill Saward
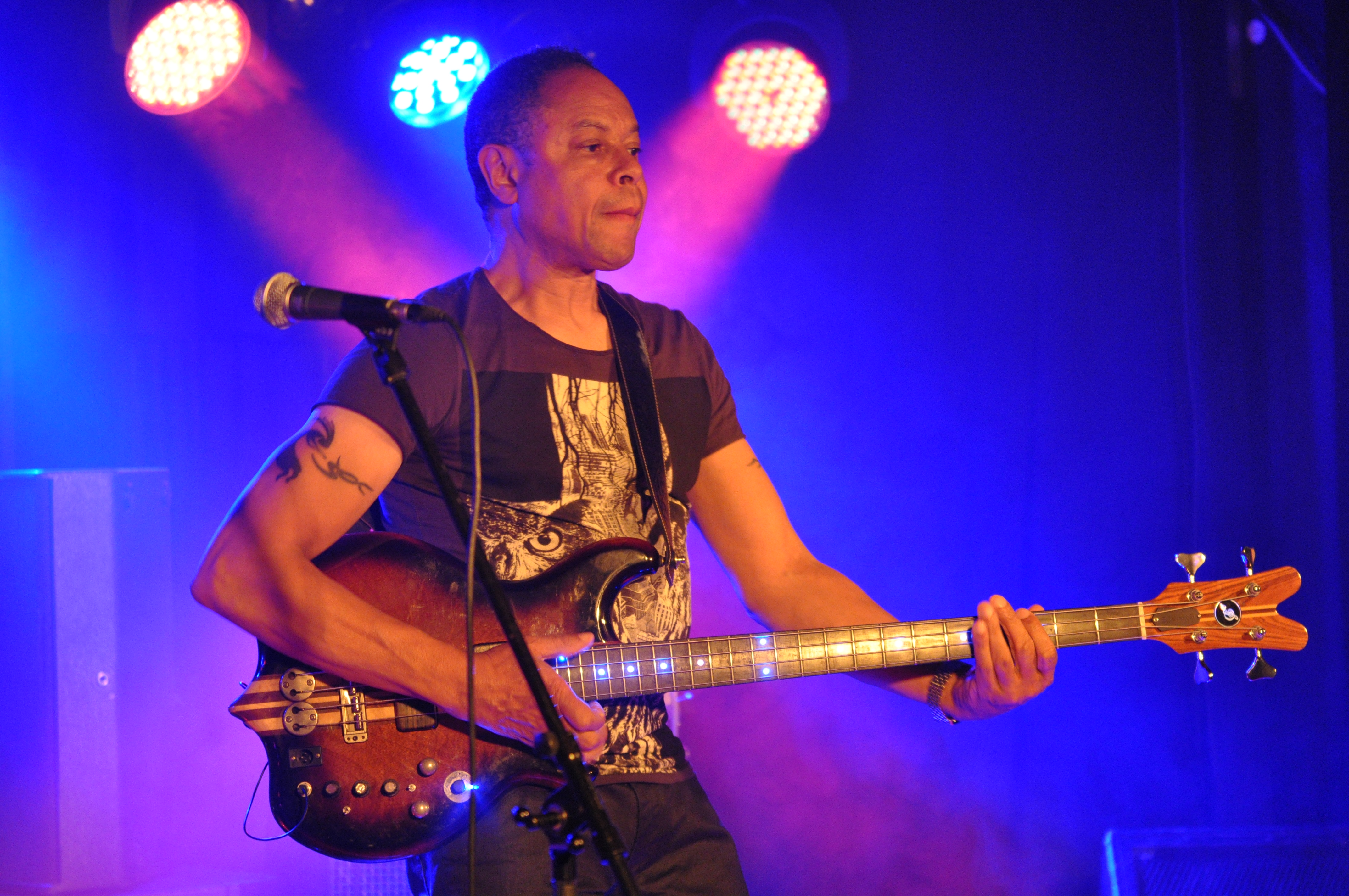
George Anderson
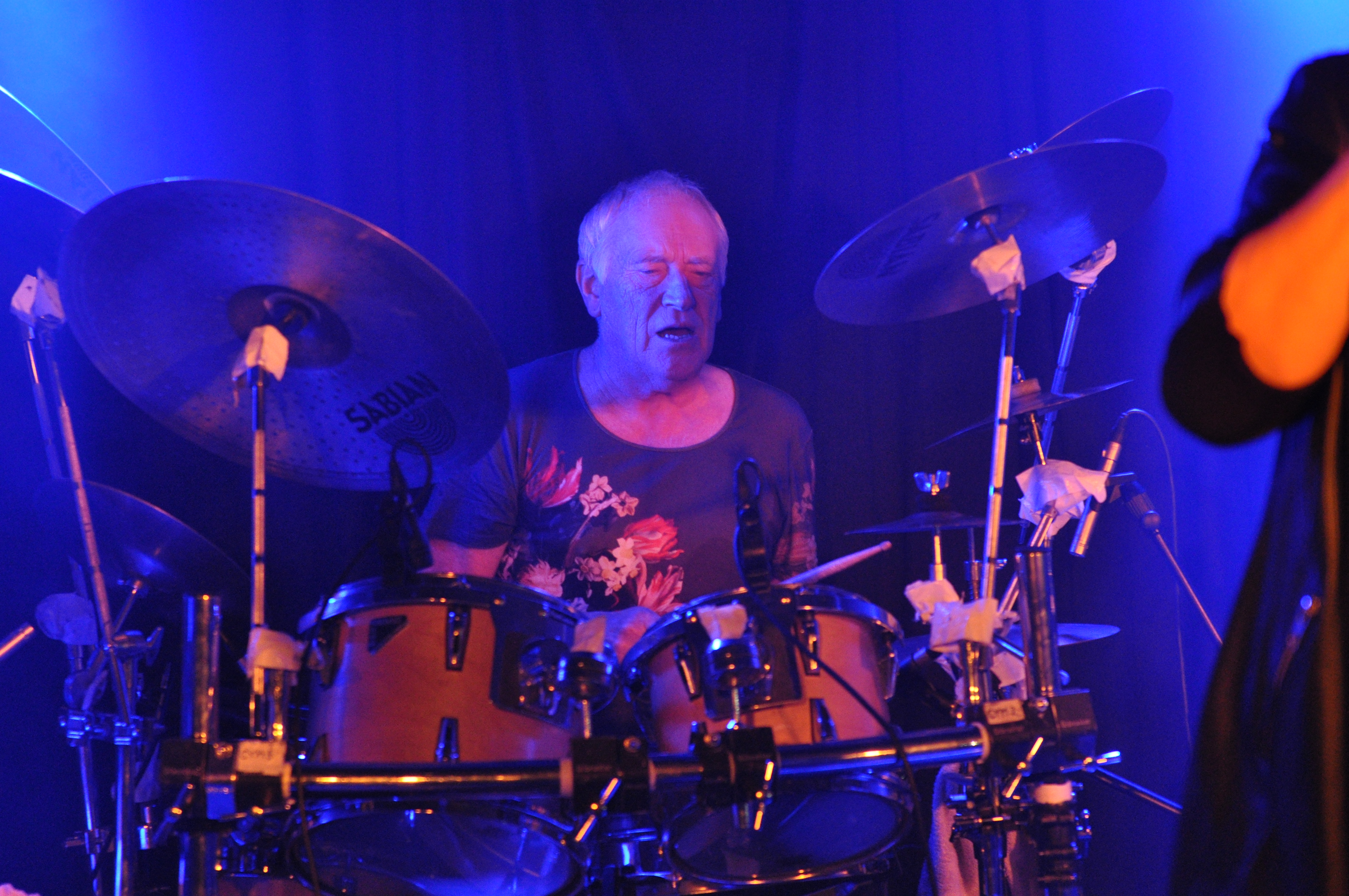
Roger Odell
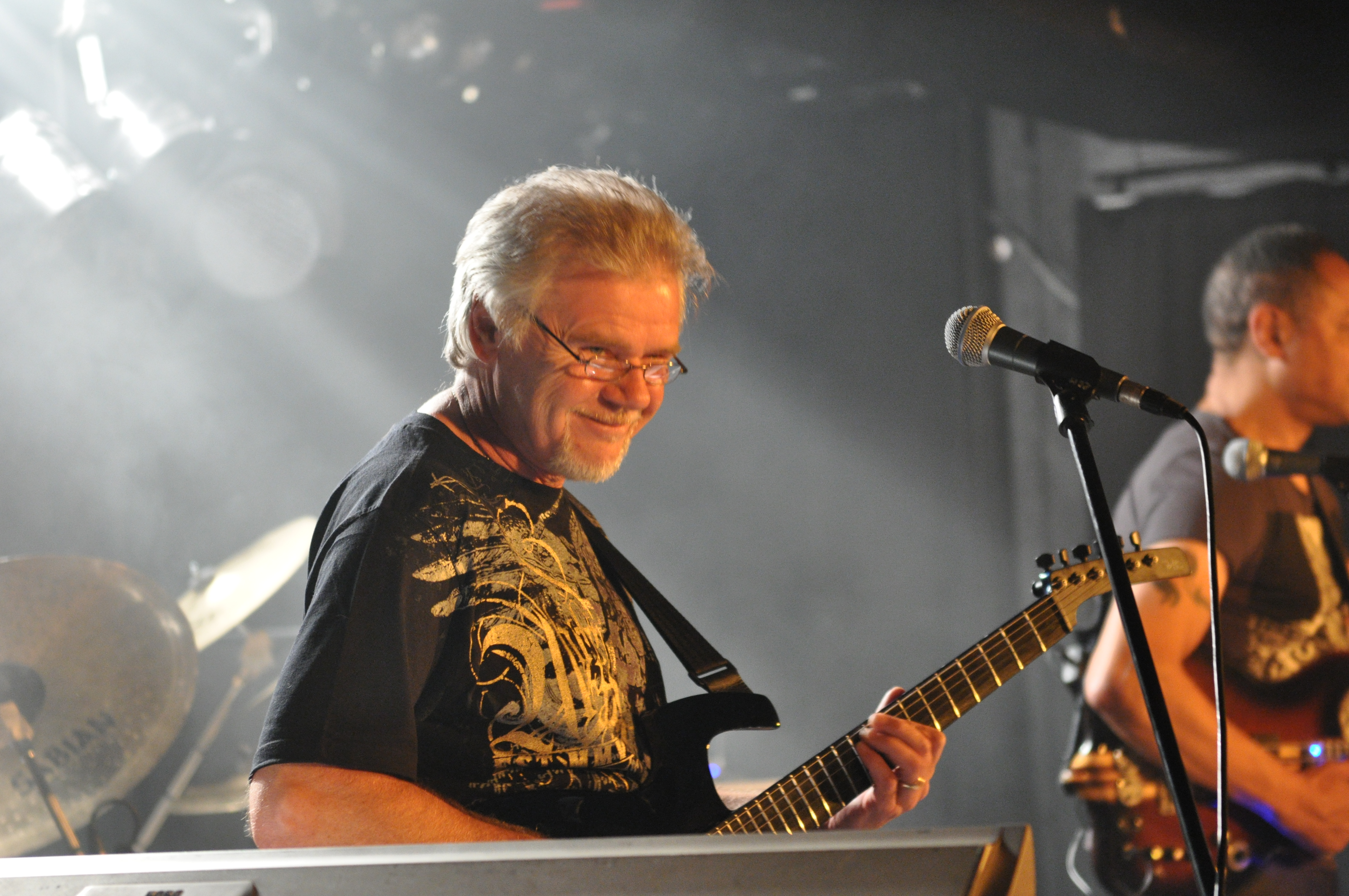
Alan Wormald (Tour)
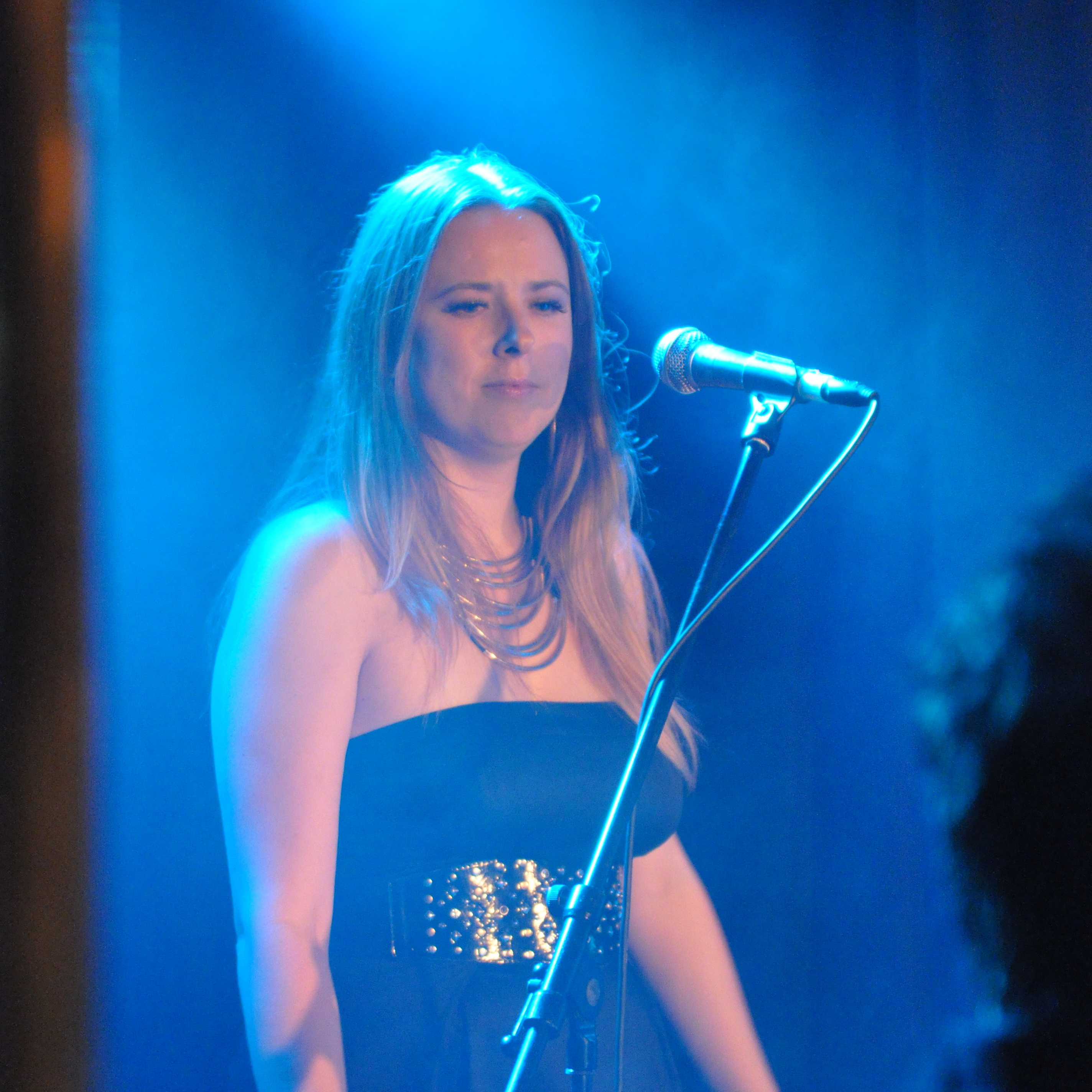
Debby Bracknell (Tour)

## Discografie

### Albums
| Album met eventuele hitnotering(en) in de Nederlandse Album Top 100 | Datum van verschijnen | Datum van binnenkomst | Hoogste positie | Aantal weken | Opmerkingen |
| ------------------------------------------------------------------- | --------------------- | --------------------- | --------------- | ------------ | ----------- |
| Drivin' Hard                                                        | 1982                  | 13-02-1982            | 19              | 6            |             |
| Night Birds                                                         | 1982                  | 19-06-1982            | 32              | 3            |             |
| Down On The Street                                                  | 1984                  | 08-09-1984            | 14              | 7            |             |
| Live                                                                | 1985                  | 02-03-1985            | 21              | 7            |             |
| City Rhythm                                                         | 1985                  | 23-11-1985            | 36              | 6            |             |

### Overige Albums
- 1981: Drivin' Hard
- 1982: Invitations
- 1983: Out of This World
- 1984: Shakatak Live in Japan (live)
- 1986: Into the Blue (Enkel in Japan)
- 1987: Golden Wings (Enkel in Japan)
- 1988: Manic and Cool
- 1988: Da Makani (Enkel in Japan)
- 1989: Niteflite (Enkel in Japan)
- 1989: Turn the Music Up
- 1990: Fiesta (Enkel in Japan)
- 1990: Christmas Eve (Enkel in Japan)
- 1991: Bitter Sweet
- 1991: Utopia (Enkel in Japan)
- 1993: Street Level
- 1993: Under the Sun
- 1993: The Christmas Album
- 1994: Full Circle
- 1996: Let's Start over Again
- 1997: Let The Piano Play
- 1998: View From The City
- 1998: Live at Ronnie Scott's
- 2001: Under Your Spell
- 2003: Blue Savannah
- 2005: Easier Said Than Done (livealbum)
- 2005: Beautiful Day
- 2007: Emotionally Blue
- 2009: Afterglow
- 2011: Across The World
- 2014: On the Corner
- 2016: Snowflakes & Jazzamatazz (The Christmas Album)
- 2016: Times And Places
- 2016: In Concert (Live Album)
- 2019: In The Blue Zone
- 2019: Live At The Duo Exchange (Live Album Including A DVD in Retail Version)
- 2020: Greatest Hits Live (Double Live Album)

### Compilaties
- 1988: The Very Best of Shakatak
- 1988: The Coolest Cuts
- 1990: Perfect Smile (Enkel in de VS)
- 1991: Open Your Eyes (Enkel in de VS) (bevat één nieuw nummer: Hungry)
- 1991: Remix Best Album
- 1991: Night Moves
- 1996: The Collection
- 1996: Jazz Connections Volumes 1-6  (compilatie van de Japanese albums)
- 1998: Shinin' On
- 1999: Magic
- 1999: Jazz In The Night
- 2000: The Collection Volume 2
- 2002: Dinner Jazz
- 2003: Smooth Solos
- 2008: The Best Of Shakatak
- 2008: The Ultimate Collection
- 2009: The Coolest Cuts 12" Mixes Volume 1
- 2009: The Coolest Cuts 12" Mixes Volume 2

### Singles
| Single met eventuele hitnotering(en) in de Nederlandse Top 40 | Datum van verschijnen | Datum van binnenkomst | Hoogste positie | Aantal weken | Opmerkingen      |
| ------------------------------------------------------------- | --------------------- | --------------------- | --------------- | ------------ | ---------------- |
| Easier Said Than Done                                         | 1982                  | 06-02-1982            | 17              | 5            |                  |
| Streetwalkin'                                                 | 1982                  |                       | Tip 10          |              |                  |
| Night Birds                                                   | 1982                  | 05-06-1982            | 33              | 3            |                  |
| Dark Is The Night                                             | 1983                  | 19-11-1983            | 24              | 4            |                  |
| Down on the street                                            | 1984                  | 28-07-1984            | 31              | 4            |                  |
| Watching You                                                  | 1985                  | 09-02-1985            | 13              | 8            |                  |
| City Rhythm                                                   | 1985                  |                       | Tip 4           |              |                  |
| Day By Day                                                    | 1985                  |                       | Tip 2           |              | feat. Al Jarreau |
| Mr. Manic & Sister Cool                                       | 1987                  | 12-12-1987            | 29              | 4            |                  |

### Overige Singles
- 1980
  - "Steppin'"
- 1981
  - "Feels Like the Right Time"
  - "Living in the UK"
  - "Brazilian Dawn"
- 1982
  - "Invitations"
  - "Stranger"
- 1983
  - "If You Could See Me Now"
- 1984
  - "Don't Blame It on Love"
- 1988
  - "Dr! Dr!"
  - "Time Of My Life"
- 1989
  - "Turn The Music Up"

### NPO Radio 2 Top 2000
Van Shakatak stond alleen Down on the street in 2000 in de NPO Radio 2 Top 2000, op plek 1881.